# Condado de Lake (Colorado)
O Condado de Lake é um dos 64 condados do Estado americano do Colorado. A sede do condado é Leadville, e sua maior cidade é Leadville. O condado possui uma área de 994 km² (dos quais 18 km² estão cobertos por água), uma população de 7 812 habitantes, e uma densidade populacional de 8 hab/km² (segundo o censo nacional de 2000). O condado foi fundado em 1 de novembro de 1861.